# Epcom / Sharp Hotbit HB-8000
Epcom / Sharp Hotbit HB-8000 (Hotbit HB-8000) је био кућни рачунар фирме Epcom / Sharp који је почео да се производи у Бразилу од 1985. године.
Користио је Zilog Z80A као микропроцесор. RAM меморија рачунара је имала капацитет од 64 KB (28 KB слободно са учитаним MSX Бејсиком). Као оперативни систем кориштен је MSX DOS.

## Детаљни подаци
Детаљнији подаци о рачунару Hotbit HB-8000 су дати у табели испод.
|                       | |
| [ 1 ]                 | |
| Произвођач            | |
| Тип                   | кућни рачунар                                                                                                  |
| Меморија              | 64 (28 слободно са учитаним MSX Бејсиком)                                                                      |
| Поријекло             | Бразил |
| Година                | 1985 |
| Тастатура             | тастатура са пуним помаком тастера, 5 функцијских тастера и 4 тастера смјера. 73 тастера. Португалски знакови. |
| Процесор              | |
| Фреквенција процесора | 3,58 |
| RAM                   | 64 (28 слободно са учитаним MSX Бејсиком)                                                                      |
| ROM                   | 32 BASIC/BIOS (MSX BASIC V1.0)                                                                                 |
| Текст                 | мод 0: 40 x 24                                                                                                 |
| Графика               | мод 2: 256 x 192 са 16 боја (висока резолуција)                                                                |
| Боја                  | 16 |
| Звук                  | General Instruments AY-3-8910 програмибилни генератор звука                                                    |
| Димензије             | 405 x 280 x 58 / 3,2                                                                                           |
| Портови               | |
| Оперативни систем     | |